# Юденбург (округ)

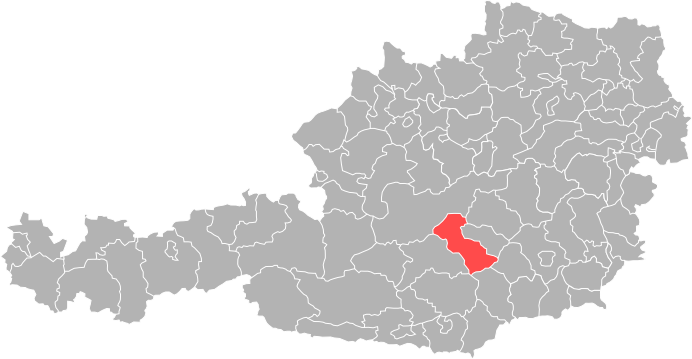
Бывший политический округ Юденбург

Юденбург (нем. Bezirk Judenburg) — бывший политический округ в Австрии. Центр округа — город Юденбург. До 1 января 2012 года округ входил в федеральную землю Штирия. На 01.01.2011 г. занимал площадь 1.097,67 км². Население по данным первой регистрационной переписи от 31.10.2011 г. — 44 588 чел. Плотность населения 40,62 чел./км². Землеобеспеченность — 24 618 м²/чел.
В соответствии с административной реформой в Штирии политический округ Юденбург в результате слияния с политическим округом Книттельфельд с 1 января 2012 года вошёл в состав вновь образованного политического округа Мурталь (в 1868-1946 гг. существовал под названием Юденбург).

## Административные единицы

### Политические общины

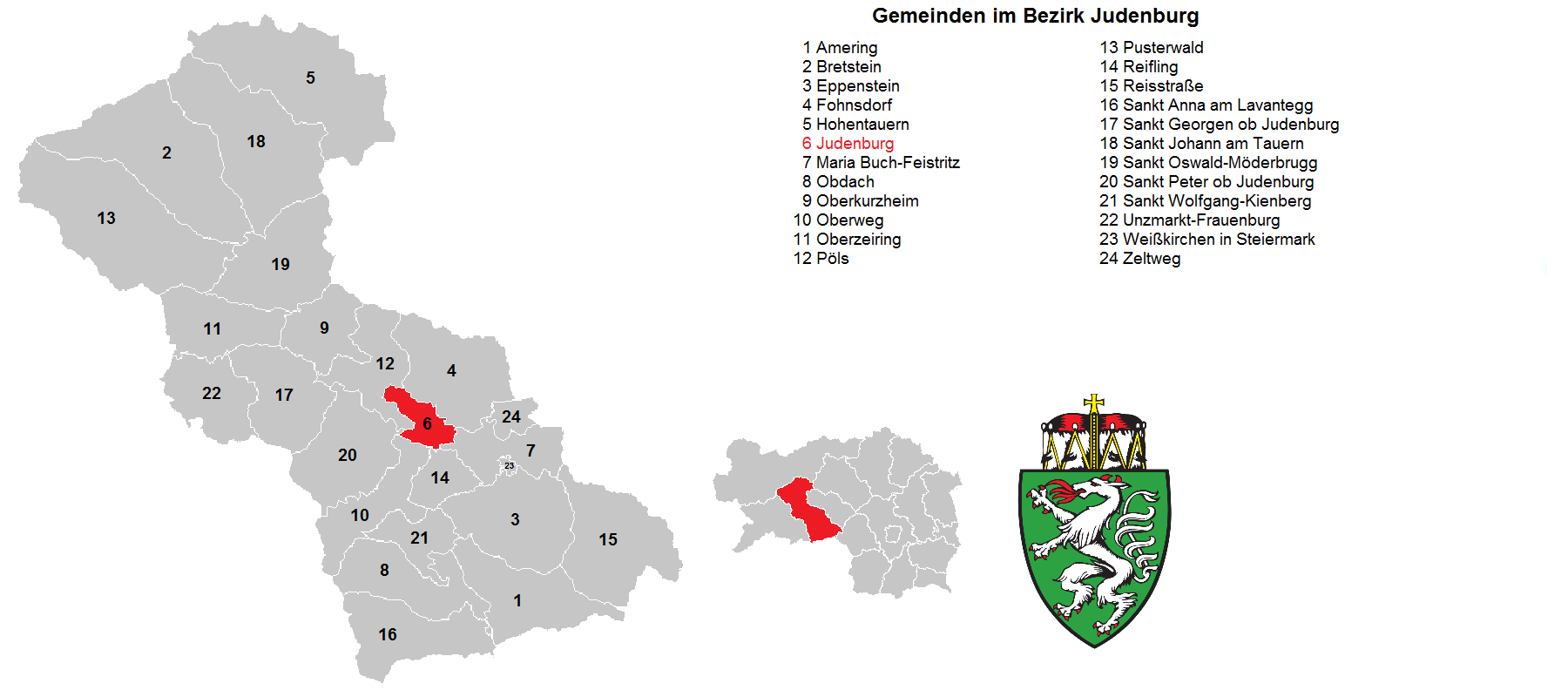

Список политических общин округа на 1 января 2012 года:
1. Америнг
2. Бретштайн
3. Вайскирхен-ин-Штайермарк
4. Мария-Бух-Файстриц
5. Обдах
6. Обервег
7. Оберкурцхайм
8. Оберцайринг
9. Пёльс
10. Пустервальд
11. Райсштрасе
12. Райфлинг
13. Санкт-Анна-ам-Лафантег
14. Санкт-Георген-об-Юденбург
15. Санкт-Иоганн-ам-Тауэрн
16. Санкт-Освальд-Мёдербругг
17. Санкт-Петер-об-Юденбург
18. Санкт-Вольфганг-Кинберг
19. Унцмаркт-Фрауэнбург
20. Фонсдорф
21. Хоэнтауэрн
22. Цельтвег
23. Эппенштайн
24. Юденбург

### Ортшафты (населённые пункты и поселения)
1. Айхдорф
2. Аллерхайлигенграбен
3. Ауэрлинг
4. Бернталь
5. Винтерлайтен
6. Гроспреталь
7. Густерхайм
8. Зилльвег
9. Каталь-ин-Обдахегг
10. Клайнпреталь
11. Кумпиц
12. Лавантегг
13. Мюльталь
14. Обдахегг
15. Пайг
16. Пасхаммер
17. Пёльсхоф
18. Раттенберг
19. Ротентурм
20. Санкт-Анна-Фериензидлунг
21. Санкт-Георген-ин-Обдахегг
22. Талинг
23. Тальхайм
24. Унтерцайринг
25. Феберг
26. Хетцендорф
27. Цанитцен
28. Энцерсдорф